# Firmino João Martins
Firmino João Martins (Paderne, Albufeira, 1925 - Albufeira, 14 de Novembro de 2021) foi um ferroviário e sindicalista português, que se destacou pela sua oposição ao regime ditatorial do Estado Novo.

## Biografia
Nasceu em Paderne, no concelho de Albufeira, em 1925.
A sua profissão principal foi a de revisor, na Companhia dos Caminhos de Ferro Portugueses. Durante a sua carreira ficou conhecido por ter defendido os direitos dos profissionais dos caminhos de ferro em Portugal. Em 1946 filiou-se no Sindicato dos Ferroviários, e nos princípios da década de 1950 tornou-se membro do Partido Comunista Português. Foi igualmente membro da União dos Resistentes Anti-fascistas Portugueses. Devido aos seus ideais, foi por diversas vezes preso pela Polícia Internacional e de Defesa do Estado. Durante a primeira metade da década de 1950 esteve preso na Cadeia de Caxias. Em 1964 foi preso como parte de um processo onde estiveram envolvidos outros quatro revisores, que foram acusados de serem membros do Partido Comunista Português e «pretenderem subverter os ferroviários do centro de Portugal». Esteve preso na Cadeia de Peniche entre Março de 1964 e Novembro de 1965. Foi um dos principais responsáveis por uma manifestação dos ferroviários em 1969, conhecida como luta da Braçadeira Preta, motivo pelo qual voltou a ser detido pela polícia política. Foi solto cerca de um mês depois, após uma grande campanha pela sua libertação. Mais tarde nesse ano, no dia 20 de Outubro, participou numa grande greve dos ferroviários, onde participaram cerca de doze mil trabalhadores. Liderou o grupo em frente da Gare do Rossio, em Lisboa, tendo sido um dos vinte empregados que foram despedidos por terem sido considerados como os principais responsáveis pelo levantamento. Posteriormente, foram todos readmitidos excepto Firmino Martins, por se ter deitado na via em frente de um comboio, impedindo a sua passagem.
Ainda nesse ano refugiou-se em França, tendo voltado a Portugal em 27 de Abril de 1974, dois dias após a Revolução dos Cravos, no sentido de voltar a ocupar as suas antigas funções, e continuar a sua luta pelos direitos dos trabalhadores. Neste sentido, foi um dos participantes na ocupação do sindicato e na expulsão do conselho directivo, que ainda estava ligado ao regime ditatorial, tendo sido um dos responsáveis pela fusão dos sete sindicatos dos caminhos de ferro em apenas três, correspondentes às regiões Sul, central e Norte do país. Durante aquele processo esteve à frente do Sindicato dos Ferroviários do Centro. No período após a revolução exerceu como dirigente sindical, tendo feito parte da delegação portuguesa na conferência de 1974 da Organização Internacional do Trabalho. Nos finais da década de 1980 regressou e Albufeira, onde fez parte da Comissão Concelhia do Partido Comunista Português entre 1996 e 2006. Também foi um destacado defensor da criação do Museu Nacional Resistência e Liberdade, que foi posteriormente instalado no Forte de Peniche.  Continuou o seu activismo mesmo após a reforma, tendo participado em vários movimentos pela defesa dos direitos dos trabalhadores no período da Troika. Por exemplo, fez parte do piquete na Gare do Rossio, durante a greve geral de 24 de Novembro de 2011.
Firmino Martins faleceu em 14 de Novembro de 2021, aos 95 anos de idade, em Albufeira. Na sequência da sua morte, a Comissão Concelhia de Albufeira do PCP, o Sindicato Nacional dos Trabalhadores do Sector Ferroviário e a União de Resistentes Antifascistas Portugueses emitiram notas de pesar, onde realçaram os seus esforços em prol da democracia e pelos direitos dos trabalhadores ferroviários, tanto antes como depois da Revolução de 25 de Abril.